# Ngultrum
O ngultrum ou, na sua forma aportuguesada, ngúltrume, (plural em português: ngultruns ou ngúltrumes) é a moeda do Butão. Subdivide-se em 100 chhetrum. O ngultrum está ligado à rupia indiana, moeda que também é aceita na base 1:1. O seu código ISO é BTN.